# Chronologie
Pour l'album de Jean-Michel Jarre, voir Chronologie (album de Jean-Michel Jarre).
 (février 2023).

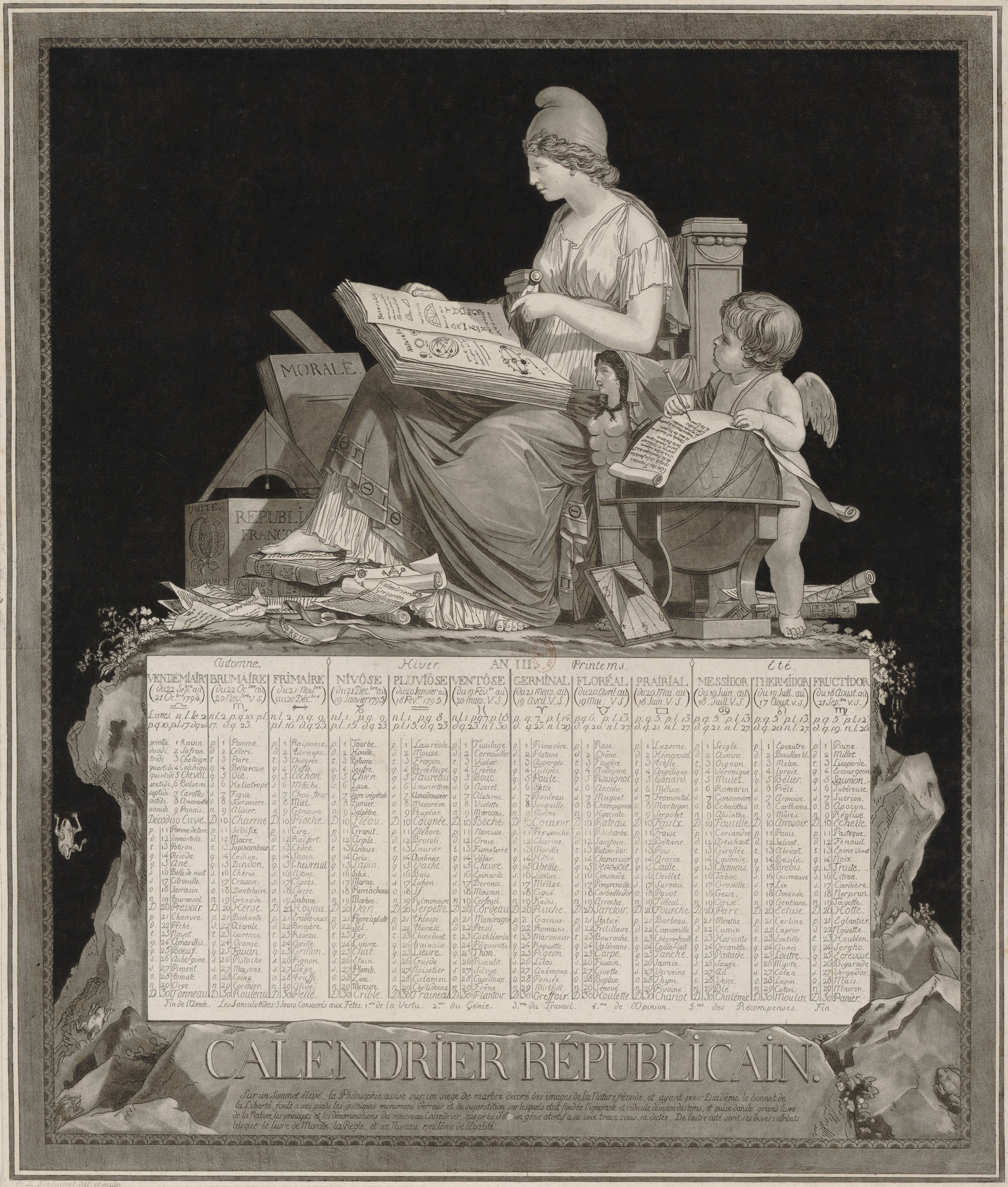
Calendrier républicain français (1794-1805).

La chronologie (aussi appelée annale ou chronique) est une science qui étudie la succession d'événements dans le temps, afin de dater aussi précisément que possible les événements historiques. Considérée comme une discipline auxiliaire de l'histoire, la chronologie est une manière d'appréhender l'histoire par les événements.
Pour cela, elle sélectionne et met en valeur les événements selon le mode de pensée de la zone géo-culturelle étudiée, en particulier en ce qui concerne l'établissement de son « point zéro ». Une chronologie se rapportant à un sujet spécial organise des événements selon leur ordre temporel d'occurrence mais aussi selon l'objectif poursuivi par l'auteur chargé de la dresser. On ne mettra pas en valeur les mêmes événements selon qu'on dresse une chronologie de l'évolution, une série des temps géologiques ou la succession généalogique d'une dynastie royale.

## Rome antique
Dans l'Antiquité romaine, le temps est décompté depuis l'année de fondation mythique de la ville de Rome. Néanmoins, l'ère Anno Urbis Conditae, comme l'ère Anno Domini, n'est pas utilisée systématiquement dans l'Antiquité. Elle n'est employée systématiquement pour la première fois que vers l'an 400, par l'historien ibère Orosius.

## Sphère culturelle chrétienne
Bien que le moine Denys le Petit, vers l'an 500, soit probablement au courant de l'existence de l'ère romaine Anno Urbis Conditae, il ne s'y réfère pas. À Rome, c'est le pape Boniface IV qui, vers l'an 600, semble être le premier à faire la connexion entre l'ère romaine et l'ère chrétienne dressée par Denys le Petit : AD 1 = AUC 754.
Dans les cultures judéo-chrétiennes, les dates historiques dans une chronologie absolue se référent à l'ère chrétienne, avant l'an 1582 en relation avec le calendrier julien et après l'an 1582 en relation avec le calendrier grégorien. Les termes usuels « calendrier » et « ère » (dans la signification d'un système cohérent d'années calendaires numérotées) correspondent à deux notions complémentaires. Denys le Petit fut le fondateur d'un comput proprement chrétien, qui est de nos jours le système de datation le plus répandu dans le monde. Son premier usage avéré date des environs de l'an 900.
L'ère Anno Domini de Denys le Petit, qui contient seulement les années calendaires AD, est étendue par Bède le Vénérable à l'ère chrétienne complète, qui inclut les années du calendrier avant Jésus-Christ mais pas l'année zéro. Bède fonde ainsi la discipline du comput. Le moine anglais Birtferth, vers l'an 1000, reprend les études sur le comput, en s'appuyant sur deux disciplines du quadrivium (arithmétique et astronomie) et deux disciplines du trivium (grammaire et dialectique).
Pendant huit siècles, le calendrier adopté au VIIIe siècle par Bède le Vénérable, le calendrier julien, est la référence en Occident. Après l'an 1582, la nécessité de tenir compte de corrections astronomiques sur les années bissextiles entraîne l'adoption progressive du calendrier grégorien.

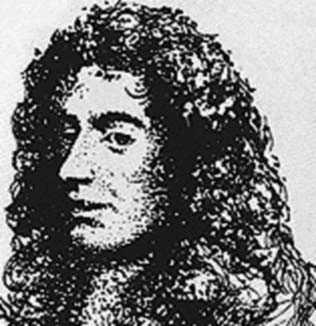
Jacques Cassini, astronome français.

Dix siècles après Bède, les astronomes français Philippe de La Hire (en l'an 1702) et Jacques Cassini (en l'an 1740), en vue de simplifier certains calculs, utilisent pour la première fois le système des jours juliens (à ne pas confondre avec le calendrier julien), proposé en l'an 1583 par Joseph Scaliger, et introduisent l'usage d'une ère astronomique qui contient une année bissextile zéro — qui ne coïncide pas exactement avec l'année 1 av. J.-C. — et l'année 1 qui suit. Les astronomes n'ont jamais proposé de remplacer l'ère d'emploi courant par l'ère astronomique, qui coïncide exactement avec l'ère chrétienne lorsqu'elle décrit les années calendaires après l'an 4.
Quelques années plus tard, en 1750, les moines bénédictins de la congrégation de Saint-Maur écrivent L'Art de vérifier les dates. La Révolution française abandonne en 1793 le calendrier grégorien pour le calendrier républicain, mais ce nouveau calendrier est abandonné en 1806.  La méthode des moines de la congrégation de Saint-Maur est reprise au XIXe siècle par les historiens de l'école méthodique (Charles Seignobos et Charles-Victor Langlois), mais leurs travaux se limitent aux sources écrites connues à cette époque.
La chronologie est aussi le résultat de l'enquête historique dans son élaboration précise de l'enchaînement des causes et des conséquences. En cela, elle est une force critique de l'idéologie[réf. nécessaire].
En physique, le fait de définir le temps est un discours sur le temps, donc au sens propre une chronologie.

### Ligne du temps
La ligne du temps qui est souvent utilisée est celle qui représente l'ère chrétienne. S'y trouve un moment zéro au lieu d'une année zéro, contrairement à la ligne du temps de l'ère astronomique, dont l'année zéro est bissextile, et cependant n'est pas exactement égale à l'année 1 avant Jésus-Christ.

## Méthodes utilisées
Il existe plusieurs types de chronologie en fonction de la méthode utilisée pour dater un évènement ou un objet : la radiochronologie, la géochronologie et la biochronologie, chronologie se reposant sur la biostratigraphie.

## Exemples de chronologies

### Chronologie suivant la Genèse
Le premier livre de la Bible, la Genèse (hébreu : בְּרֵאשִׁית, Berechit, « au commencement »), contient une chronologie mentionnant comme point de départ la création du monde.
Différents chronologistes assignent des intervalles variés entre la création du monde et la naissance de Jésus-Christ :
| Chronologistes     | Ans du monde jusqu'à J.-C. |
| ------------------ | -------------------------- |
| Nicéphore          | 5700                       |
| Eutychius          | 5500                       |
| Cedrenus           | 5493                       |
| Isidore de Séville | 5210                       |
| Eusèbe             | 5200                       |
| Genebrard          | 4090, etc.                 |

### Chronologies réputées
- Tabari (838-?), Chronique de Tabari (arabe : Nazm al-Jawhar) traduite du perse de Belami par Zotenberg et Dubeux : de la création et des saints patriarches (avec diverses anecdotes) jusqu'à Mahomet, allé à l'an 302 de l'Hégire sur les dynasties omeyyades[5] et les califes musulmans.
- George Sychelle (863-810), Chronologia Georgius Syncellus et Nicephorus - Corpus scriptorum historiae byzantinae[6] : depuis Adam jusqu'au règne de Dioclétien.
- Euthychius Barhebraeus Saïd Ibn al Batriq (877-940), Contextio Gemmarum, sive Eutychii Patriarchae Alexandrini Annales, publié par Ioannes Seldenus, traduit en latin par Pococke : histoire depuis la création et généalogie antédiluvienne jusqu'en 936 A.D. (Anno Domini/av. J-C).
- Isidore de Séville (560-636), Isidori Hispalensis Episcopi Etymologiarum sive originum, en latin : encyclopédie universelle qui comprend une chronologie du temps des premiers pères et leur généalogie.

### Chronologies sacrées
- Calendrier maya
- Éphrem le Syrien [306-373], The Book of the Cave of Treasures, rédigé en syriaque, traduit par Budge et publié par The Religious Tract Society : des patriarches et leurs descendants, va jusqu'à la dispersion des apôtres.
- Moïse (~3000 ans du monde), Livre des jubilés (guéze : Mashafa Kufale)[7] : transcrite sur le Mont Horeb, cette chronologie s'établit en cycles de 49 ans ou jubilés et couvre la genèse jusqu'à la sortie d'Égypte des fils de Jacob (fils d'Isaac, fils d'Abraham).
- Joseph Flavius (37-100), Antiquités judaïques, en hébreu : de la création jusqu'au Ier siècle de tous les événements et guerres impliquant le peuple et la terre d'Israël, incluant les noms des rois qui ont dominé ses villes et provinces.
- Apôtre Pierre, le Qalémentos[8], rédigé par Clément, son disciple ; publié dans la Revue de l'Orient Chrétien[9] (tome VI) et traduit du guéze par Grébaut : de la création jusqu'à l'an 64 de notre ère.

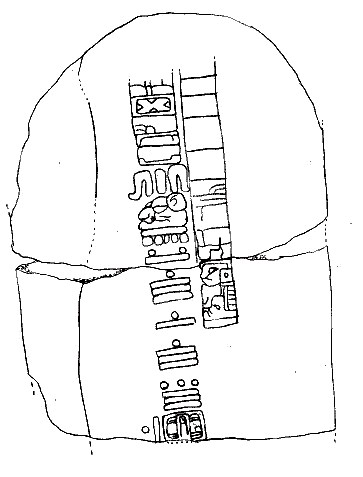
Stèle calendaire maya (Tres Zapotes)
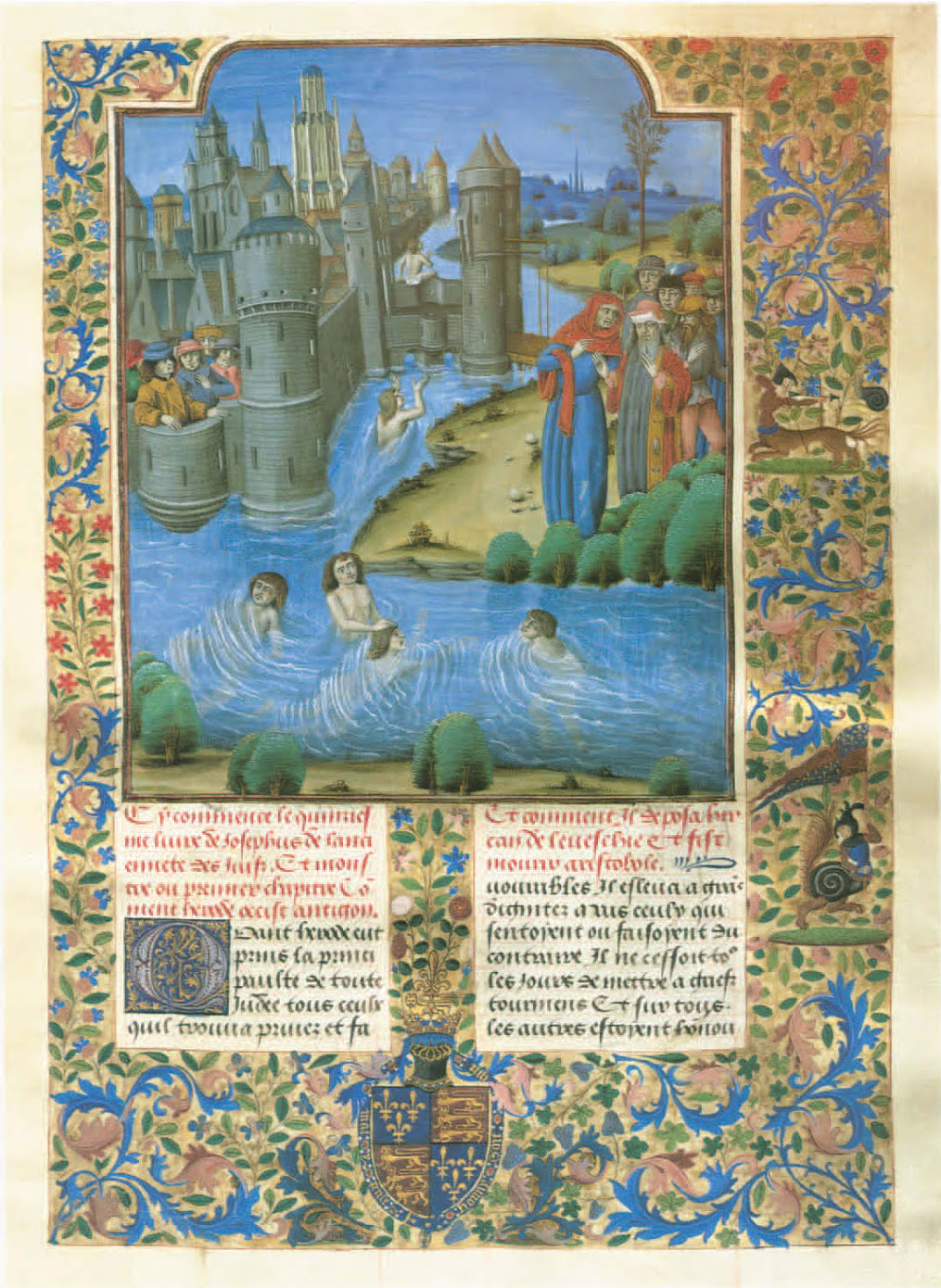
Le Meurtre d'Aristobule III, miniature tirée des Antiquités judaiques et La Guerre des juifs de Flavius Josèphe (vers 1478-1480).
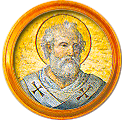
Boniface IV. Médaillon en mosaïque de la frise des papes à Saint-Paul-hors-les-Murs.